# Liviu Cepoi
Constantin-Liviu Cepoi (Broșteni, 25 aprile 1969) è un ex slittinista rumeno naturalizzato moldavo.

## Biografia
Rappresentò la Romania a tre edizioni dei Giochi olimpici invernali: Albertville 1992, Lillehammer 1994, Nagano 1998, e la Moldavia ai Salt Lake City 2002, senza mai riuscire a salire sul podio. Il suo miglior piazzamento fu il 4º posto nel doppio con Ioan Apostol nel 1992. 